# Alex Aiono

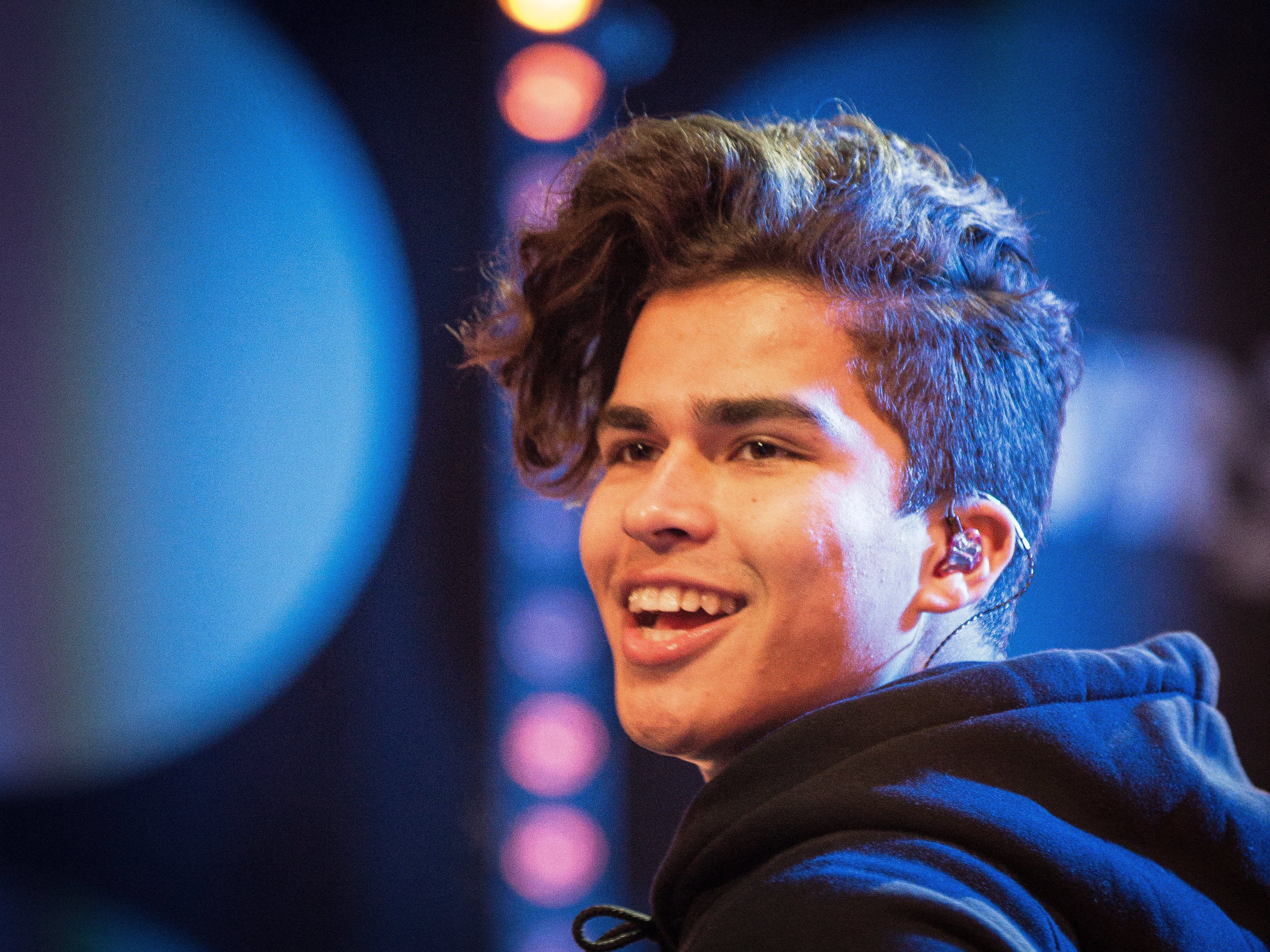
Alex Aiono (2017)

Alex Aiono (* 16. Februar 1996 in Phoenix, Arizona, als Martin Alexander Aiono) ist ein US-amerikanischer Sänger, Webvideoproduzent sowie Schauspieler.

## Leben
Martin Alexander Aiono wurde im Februar 1996 in Phoenix im Bundesstaat Arizona geboren. Er hat maorische, samoanische und US-amerikanische Wurzeln. Im Alter von 14 Jahren zog die Familie nach Los Angeles, Kalifornien. Dort lebten sie in einem Apartment mit einem Schlafzimmer, während Aiono seine ersten musikalischen Kontakte knüpfte. Als er auf der Promenade von Santa Monica auftrat, wurde er von seinem Manager entdeckt. Aiono ist Mitglied in der Kirche Jesu Christi der Heiligen der Letzten Tage.

## Karriere
Aiono begann seine Karriere auf der Internetplattform YouTube. Dort lud er „One Dance“-Mash-up-Videos hoch, die ihn international bekannt machte. Seine Videos hatten mittlerweile mehr als 981 Millionen Aufrufe. Von 2014 bis 2016 war er in der Webserie Royal Crus zu sehen.
Im März 2013 veröffentlichte Aiono seine Debütsingle Doesn't Get Better. Kurze Zeit später, im Mai 2013, erschien seine erste EP Young & Foolish. Der Titeltrack der EP wurde gemeinsam mit John Legend geschrieben, der eine von Aionos größten Einflüsse ist. Zwei Songs wurden ebenfalls mit dem Sänger geschrieben. Im Oktober 2016 nahm er zusammen mit Conor Maynard ein Sing-Off zu Bruno Mars Lied 24K Magic, das von über 88 Millionen Zuschauern auf YouTube angeschaut wurden. Anfang 2017 erschien der Song Work the Middle. Mit Hot2Touch erschien am 12. Mai 2017 ein weiterer Single von Aiono. Dieses Mal in Zusammenarbeit mit dem deutschen DJ Felix Jaehn sowie dem britischen DJ und Musikproduzenten Hight. Das Lied schaffte es bis auf Platz zwölf der deutschen Singlecharts und war ein großer Erfolg in den Airplay-Charts. 2020 veröffentlichte Aiono sein erstes Album The Gospel at 23 sowie eine dazugehörige Dokumentation, The Making of The Gospel at 23 | Short Documentary auf YouTube.
Nach der Webserie Royal Crush übernahm Aiono 2021 eine Hauptrolle in dem Netflix-Abenteuerfilm Abenteuer 'Ohana. Im selben Jahr war er in einer Nebenrolle als Walter Taumata in der Disney+-Fernsehserie Dr. Doogie Kamealoha zu sehen. Ende August 2021 wurde bekannt, dass Aiono eine Hauptrolle in der HBO-Max-Fernsehserie Pretty Little Liars: Original Sin übernehmen wird. In dem Reboot von Pretty Little Liars übernimmt er die Rolle des Shawn.

## Diskografie
Alben
- 2020: The Gospel at 23

Singles
- 2013: Doesnt Get Better
- 2013: Young & Folish
- 2015: Killer
- 2015: Ocean Love
- 2016: Wild
- 2017: Work the Middle
- 2017: Question
- 2017: Hot2Touch (mit Felix Jaehn & Hight)
- 2017: Does It Feel Like Falling (feat. Trinidad Cardona)
- 2017: One at a Time (mit T-Pain)
- 2018: Thinking About You
- 2018: Young Love
- 2018: Big Mistake
- 2018: No Drama
- 2018: As You Need
- 2019: Her
- 2019: Unloving You
- 2019: White Roses
- 2019: I Can’t Be Me
- 2019: Sober Again
- 2020: Another Life (mit Destiny Rogers)
- 2020: I Miss You (mit PLS&TY and Wifisfuneral)
- 2020: Filling Shoes
- 2020: 2 Kids
- 2020: The Medicine (mit Dee Wilson)
- 2020: Good Mornin

## Filmografie
- 2014–2016: Royal Crush (Webserie, 23 Episoden)
- 2021: Abenteuer 'Ohana (Finding 'Ohana)
- 2021: I Think You Should Leave with Tim Robinson (Fernsehserie, Episode 2x01)
- 2021–2023: Dr. Doogie Kamealoha (Doogie Kamealoha, M.D., Fernsehserie, 14 Episoden)
- 2022–2024: Pretty Little Liars: Original Sin (Fernsehserie, 17 Episoden)
- seit 2023: See you on Venus
- seit 2024: Rescue: HI-Surf